# Eupithecia casloata
Eupithecia casloata är en fjärilsart som beskrevs av Dyar 1904. Eupithecia casloata ingår i släktet Eupithecia och familjen mätare. Inga underarter finns listade i Catalogue of Life.